# Ken Kesey
Kenneth Elton "Ken" Kesey (n. 17 septembrie 1935, La Junta⁠(d), Colorado, SUA – d. 10 noiembrie 2001, Eugene, Oregon, SUA) a fost un scriitor american, cunoscut pentru celebrul său roman Zbor deasupra unui cuib de cuci, care ulterior a fost ecranizat.
A absolvit Oregon University și Stanford University.
A participat ca voluntar la contestatul proiect guvernamental Proiectul MKUltra.

## Scrieri
- 1962: Zbor deasupra unui cuib de cuci;
- 1964: Uneori un gând ascuns;
- 1973: Licitația din garajul lui Kesey
- 1986: Demon Box;
- 1989: Caverne;
- 1992: Cântecul matelotului;
- 1994: Ultima rundă.